# Hippokles

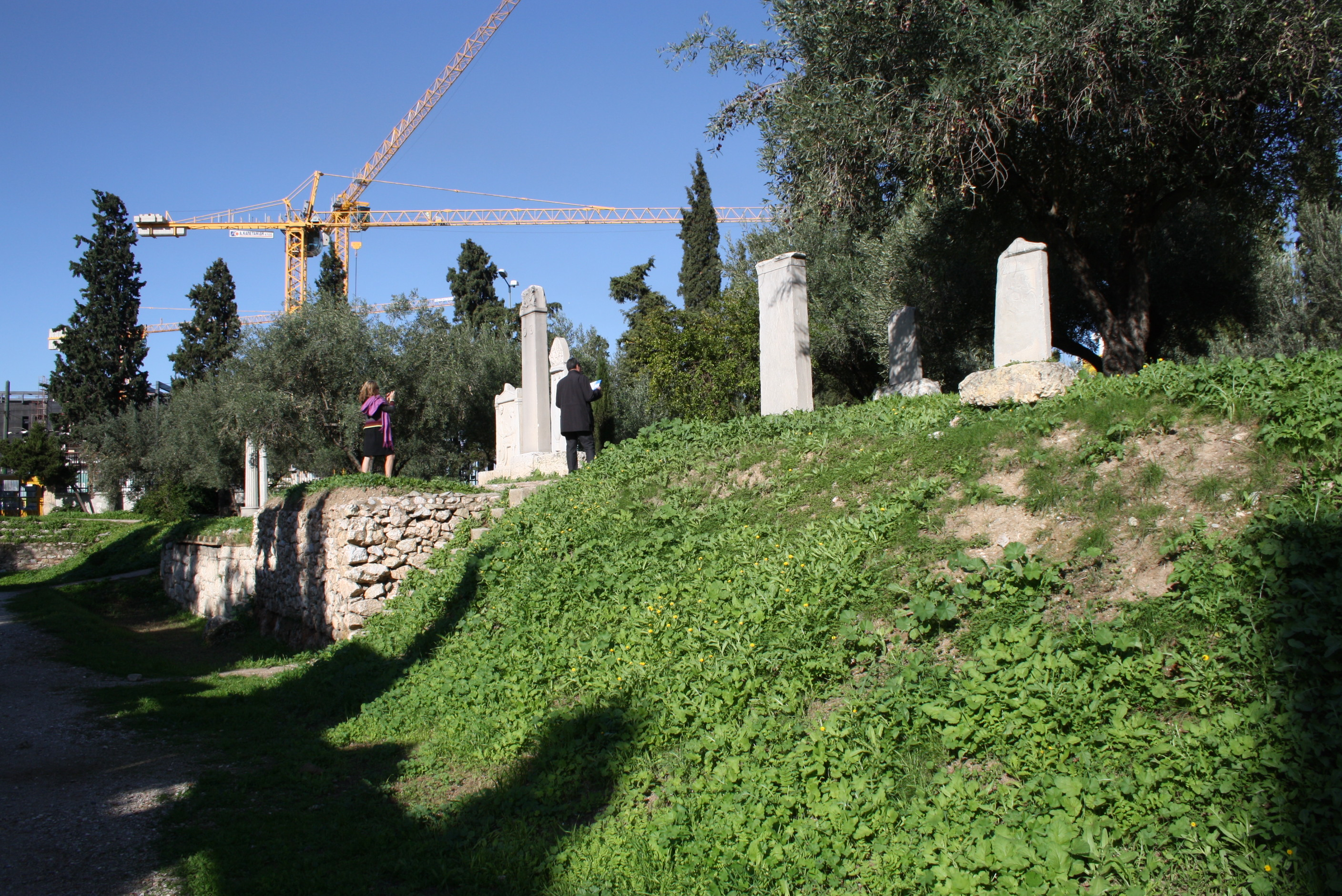
Die linke Stele auf dem vorderen grünen Hügel ist die Samakionstele, in der Mitte eine Stele ohne Inschrift, rechts die Stele des Reiters Menes, auf der linken Seite des Bildes ist der Grabbezirk des Koroibos zu sehen.

Hippokles ist ein antiker Athener aus dem 4. Jahrhundert v. Chr., über den heute dank mehrerer Inschriften noch Informationen bekannt sind.
In Grammatiko, einem Ort in Attika, wurden 1961 zusammengehörende Fragmente einer reliefverzierten Inschriftenstele zu Ehren des Hippokles gefunden, die im Jahr 332/331 v. Chr. errichtet worden war. Demnach war Hippokles Sohn des Demokles und stammte wie sein Vater aus einem attischen Demos Eitea. Ob es sich um Eitea in der Phyle Akamantis oder in der Phyle Antiochis handelte, geht aus der Inschrift nicht hervor. Öffentlich geehrt wurde Hippokles aufgrund seiner Verdienste um den Demos, aufgrund seiner arete (Tugend) und seiner Gerechtigkeit. Er erhielt zusätzlich zur ehrenden Stele, die im Heiligtum der Basile (oder Basileia) des Demos aufgestellt wurde, einen goldenen Kranz im Werte von 500 Drachmen, was im Relief der Stele wahrscheinlich dargestellt ist: Eine weibliche Figur bekränzt einen kleiner dimensionierten, bärtigen Mann, der wohl den geehrten Hippokles darstellt und der als Geste der Adoration seinen rechten Arm erhoben hat.
Hippokles hatte vermutlich eine Tochter namens Samakion, deren Grab im letzten Viertel des 4. Jahrhunderts v. Chr. auf der Gräberstraße des Kerameikos in Athen errichtet wurde. Die für sie errichtete Grabstele, deren Inschrift auch einen Hippokles aus Eitea nennt, ist bis heute erhalten.